# Instant History
Instant History is een nummer van de Britse alternatieve rockband Biffy Clyro uit 2020. Het is de eerste single van hun achtste studioalbum A Celebration of Endings.
"Instant History" een terugblik is het leven van frontman Simon Neil en de dingen die hij in de loop der jaren heeft geleerd. Op het nummer laat Biffy Clyro een iets poppy'er geluid horen dan als te doen gebruikelijk. Hierdoor werd de plaat ietwat lauw ontvangen door de fans. Bassist James Johnston gaf aan The Sun dan ook toe dat de band zenuwachtig was om het nummer als de leadsingle van "A Celebration of Endings" uit te brengen. Desondanks werd het nummer geprezen als livetrack en werd het veel gedraaid in het Verenigd Koninkrijk. Hoewel het niet tot de officiële Britse hitlijst wist door te dringen, bereikte het wel de 29e positie in de Britse verkooplijst. In Nederland bereikte het nummer de hitparades ook niet, terwijl in Vlaanderen de Tipparade werd gehaald.

## Tracklijst
- Muziekdownload

1. "Instant History" - 3:17